# جبل ماكيلينج
جبل ماكيلينغ(بالإنجليزية: Mount Makiling)‏ هو بركان خامد يقع في جزيرة لوزون بالفلبين. يرتفع الجبل إلى ارتفاع 1090 متر (3580 قدم) فوق مستوى سطح البحر. و ليس له ي ثوران تاريخي مسجل لكن البراكين لا يزال واضحًا من خلال ميزات الطاقة الحرارية الأرضية مثل زنبرك الطين والينابيع الساخنة.
يقع جبل ماكيلينغ ضمن محمية غابات مملوكة للدولة وتديرها جامعة الفلبين، وفي 23 فبراير 1933 كانت تلك المحمية أول متنزه وطني، الا انه تم اغلاقها في 20 يونيو 1963.